# Saint-Genest (Allier)
Pour les articles homonymes, voir Saint-Genest.
Saint-Genest est une commune française, située dans le département de l'Allier en région Auvergne-Rhône-Alpes.

## Géographie

### Localisation
La commune est située au sud-ouest du département de l'Allier, dans les Combrailles, à quelques kilomètres au sud-ouest de Néris-les-Bains et au sud de Montluçon. Elle est bordée à l'ouest par le Cher.
Ses communes limitrophes sont :
| Lignerolles     |              |                          |
|                 | Saint-Genest | Villebret                |
| Sainte-Thérence | Terjat       | Arpheuilles-Saint-Priest |

### Climat
Pour des articles plus généraux, voir Climat d'Auvergne-Rhône-Alpes et Climat de l'Allier.
En 2010, le climat de la commune est de type climat océanique dégradé des plaines du Centre et du Nord, selon une étude du CNRS s'appuyant sur une série de données couvrant la période 1971-2000. En 2020, Météo-France publie une typologie des climats de la France métropolitaine dans laquelle la commune est exposée à un climat de montagne ou de marges de montagne et est dans la région climatique Ouest et nord-ouest du Massif Central, caractérisée par une pluviométrie annuelle de 900 à 1 500 mm, maximale en automne et en hiver.
Pour la période 1971-2000, la température annuelle moyenne est de 10,5 °C, avec une amplitude thermique annuelle de 15,7 °C. Le cumul annuel moyen de précipitations est de 817 mm, avec 11,2 jours de précipitations en janvier et 6,9 jours en juillet. Pour la période 1991-2020, la température moyenne annuelle observée sur la station météorologique de Météo-France la plus proche, sur la commune de Durdat-Larequille à 8 km à vol d'oiseau, est de 11,0 °C et le cumul annuel moyen de précipitations est de 879,1 mm,. Pour l'avenir, les paramètres climatiques de la commune estimés pour 2050 selon différents scénarios d'émission de gaz à effet de serre sont consultables sur un site dédié publié par Météo-France en novembre 2022.

## Urbanisme

### Typologie
Au 1er janvier 2024, Saint-Genest est catégorisée commune rurale à habitat très dispersé, selon la nouvelle grille communale de densité à 7 niveaux définie par l'Insee en 2022.
Elle est située hors unité urbaine. Par ailleurs la commune fait partie de l'aire d'attraction de Montluçon, dont elle est une commune de la couronne,. Cette aire, qui regroupe 58 communes, est catégorisée dans les aires de 50 000 à moins de 200 000 habitants,.

### Occupation des sols

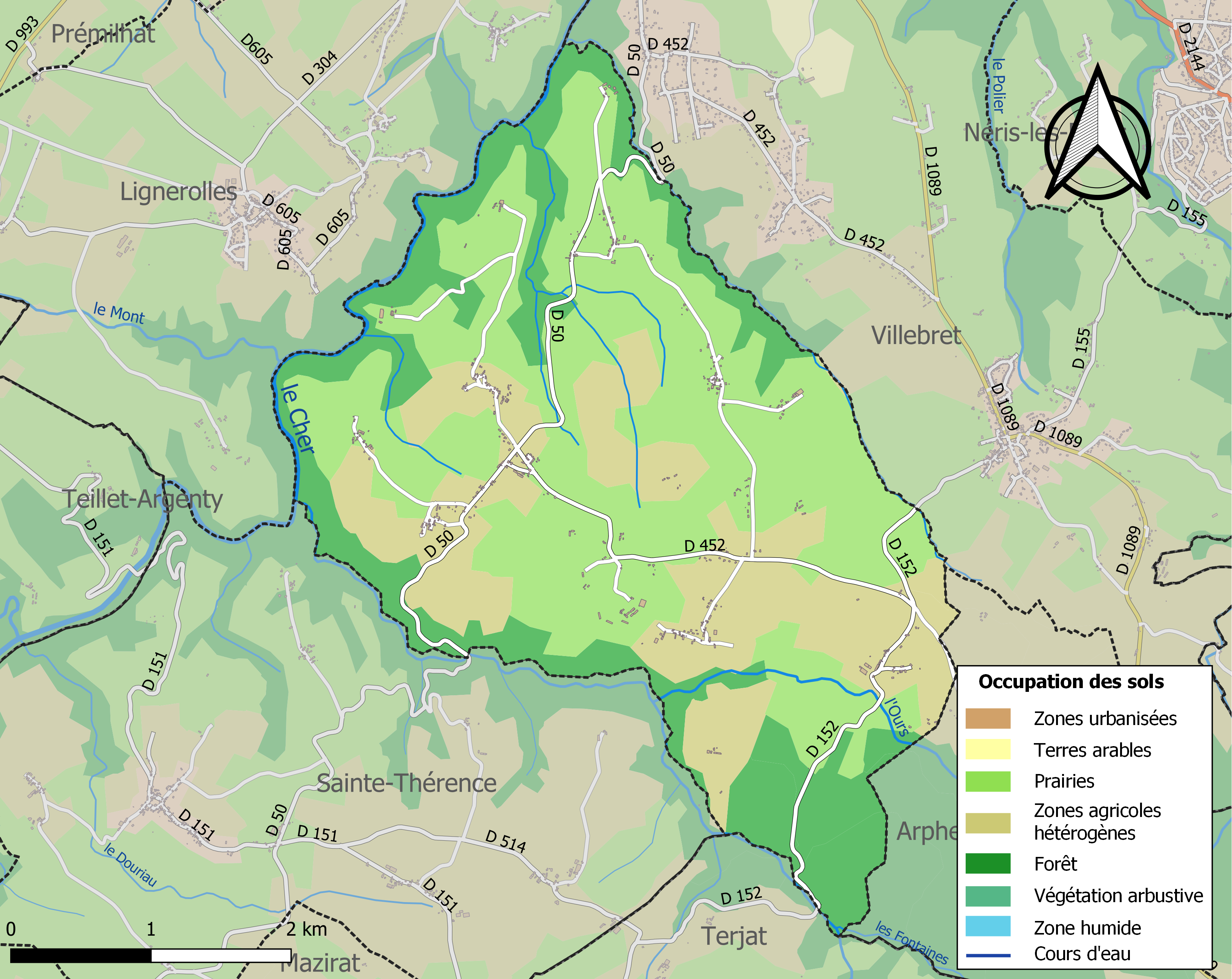
Carte des infrastructures et de l'occupation des sols de la commune en 2018 (CLC).

L'occupation des sols de la commune, telle qu'elle ressort de la base de données européenne d’occupation biophysique des sols Corine Land Cover (CLC), est marquée par l'importance des territoires agricoles (75,5 % en 2018), une proportion identique à celle de 1990 (75,5 %). La répartition détaillée en 2018 est la suivante : prairies (49,6 %), zones agricoles hétérogènes (25,9 %), forêts (24,5 %).
L'IGN met par ailleurs à disposition un outil en ligne permettant de comparer l’évolution dans le temps de l’occupation des sols de la commune (ou de territoires à des échelles différentes). Plusieurs époques sont accessibles sous forme de cartes ou photos aériennes : la carte de Cassini (XVIIIe siècle), la carte d'état-major (1820-1866) et la période actuelle (1950 à aujourd'hui).

### Voies de communication et transports
Le territoire communal est traversé par les routes départementales 50 (reliant Montluçon et Lavault-Sainte-Anne au nord, Sainte-Thérence et Mazirat au sud-ouest), 152 (à l'est de la commune, reliant Villebret à Terjat par le lieu-dit Fougères) et 452 (reliant le chef-lieu au lieu-dit Fougères).

## Toponymie
Le village tire son nom de la vieille église dédiée à Sancti Genesti (saint Genest ou Genis). Genès de Rome, mime, musicien et grand moqueur de la religion des premiers siècles ; converti à son tour au christianisme, il fut mis à mort pour le témoignage de sa foi par décapitation devant l'empereur Dioclétien le 26 août 286, que l'on trouve pour la première fois mentionnée dans les textes, possession de l'abbaye de Menat.

## Histoire
Le premier peuplement semble s'être effectué au VIIIe siècle, autour de bâtiments religieux possession de l'abbaye de Menat. La vieille église, de style roman, apparaît pour la première fois mentionnée en 1213.
Pendant la période révolutionnaire de la Convention nationale (1792-1795), la commune prit le nom de Mont-Genest.

## Héraldique
|  | Les armes de la commune se blasonnent ainsi : De gueules à l’épée versée d’argent, chaussé d’un fascé ondé d’or et d’azur. |

## Politique et administration

### Découpage territorial
La commune de Saint-Genest est membre de la communauté d'agglomération Montluçon Communauté, un établissement public de coopération intercommunale (EPCI) à fiscalité propre créé le 1er janvier 2017 dont le siège est à Montluçon. Ce dernier est par ailleurs membre d'autres groupements intercommunaux.
Sur le plan administratif, elle est rattachée à l'arrondissement de Montluçon, à la circonscription administrative de l'État de l'Allier et à la région Auvergne-Rhône-Alpes.
Sur le plan électoral, elle dépend du canton de Montluçon-3 pour l'élection des conseillers départementaux, depuis le redécoupage cantonal de 2014 entré en vigueur en 2015, et de la deuxième circonscription de l'Allier pour les élections législatives, depuis le dernier découpage électoral de 2010.

### Élections municipales et communautaires

#### Élections de 2020
Le conseil municipal de Saint-Genest, commune de moins de 1 000 habitants, est élu au scrutin majoritaire plurinominal à deux tours avec candidatures isolées ou groupées et possibilité de panachage. Compte tenu de la population communale, le nombre de sièges à pourvoir lors des élections municipales de 2020 est de 11. La totalité des onze candidats en lice est élue dès le premier tour, le 15 mars 2020, avec un taux de participation de 55,71 %.

#### Chronologie des maires
| Période                                  | Période                       | Identité         | Étiquette | Qualité                          |
| ---------------------------------------- | ----------------------------- | ---------------- | --------- | -------------------------------- |
| Les données manquantes sont à compléter. |                               |                  |           |                                  |
| mars 1977                                | mars 1983                     | Raymond Mangeret |           |                                  |
| mars 2001                                | mars 2008                     | René Auger       |           |                                  |
| mars 2008                                | mai 2020                      | Patrick Maire    |           | Retraité de la fonction publique |
| mai 2020                                 | En cours (au 31 juillet 2021) | Didier Prigent   |           |                                  |

## Population et société

### Démographie
L'évolution du nombre d'habitants est connue à travers les recensements de la population effectués dans la commune depuis 1793. Pour les communes de moins de 10 000 habitants, une enquête de recensement portant sur toute la population est réalisée tous les cinq ans, les populations de référence des années intermédiaires étant quant à elles estimées par interpolation ou extrapolation. Pour la commune, le premier recensement exhaustif entrant dans le cadre du nouveau dispositif a été réalisé en 2005.

En 2022, la commune comptait 388 habitants, en évolution de −3,96 % par rapport à 2016 (Allier : −1,38 %, France hors Mayotte : +2,11 %).
| 1793 | 1800 | 1806 | 1821 | 1831 | 1836 | 1841 | 1846 | 1851 |
| ---- | ---- | ---- | ---- | ---- | ---- | ---- | ---- | ---- |
| 407  | 407  | 437  | 465  | 492  | 533  | 545  | 540  | 534  |

| 1856 | 1861 | 1866 | 1872 | 1876 | 1881 | 1886 | 1891 | 1896 |
| ---- | ---- | ---- | ---- | ---- | ---- | ---- | ---- | ---- |
| 477  | 452  | 480  | 507  | 513  | 513  | 503  | 504  | 487  |

| 1901 | 1906 | 1911 | 1921 | 1926 | 1931 | 1936 | 1946 | 1954 |
| ---- | ---- | ---- | ---- | ---- | ---- | ---- | ---- | ---- |
| 476  | 481  | 451  | 396  | 380  | 343  | 341  | 267  | 272  |

| 1962 | 1968 | 1975 | 1982 | 1990 | 1999 | 2005 | 2006 | 2010 |
| ---- | ---- | ---- | ---- | ---- | ---- | ---- | ---- | ---- |
| 281  | 264  | 242  | 252  | 322  | 347  | 352  | 356  | 342  |

| 2015 | 2020 | 2022 | - | - | - | - | - | - |
| ---- | ---- | ---- | - | - | - | - | - | - |
| 402  | 389  | 388  | - | - | - | - | - | - |

## Culture locale et patrimoine

### Lieux et monuments
- Église Saint-Genest de Saint-Genest du XIXe siècle.
- Ancienne église Saint-Genest du XIIe siècle au vieux bourg (privée).
- Le château de Gouttières